# Paola Folli
Paola Folli (Milano, 18 luglio 1965) è una cantante italiana.
Dagli anni novanta ha lavorato come corista di diversi celebri artisti italiani come gli 883, gli Articolo 31, Mina, Andrea Bocelli, Adriano Celentano, Ivana Spagna, i Pooh, Renato Zero; dal 2008 è presente in tutti i tour degli Elio e le Storie Tese, oltre che nei loro dischi.
Ha collaborato anche con Ivano Fossati, Enrico Ruggeri, Francesco Salvi, Laura Pausini, J-Ax, Fabio Concato, Jovanotti, Roberto Vecchioni, Umberto Tozzi, Fiordaliso, Biagio Antonacci, Cristiano Malgioglio, Iva Zanicchi, Toto Cutugno, Manuel De Peppe, Pitura Freska, Giorgio Faletti, Al Bano e Romina Power, Grazia Di Michele.

## Biografia
Ha studiato tecnica vocale alla Scuola Civica di Milano.
Nel 1991 ha partecipato (insieme ad Alex Baroni) ai cori per l'album Un'altra strada del cantautore genovese Massimiliano Cattapani. Nello stesso anno partecipa, sempre come corista, all'album 'Na bruta banda dei Pitura Freska.
Nel 1995 è chiamata a collaborare come seconda voce con gli 883 nella canzone O me o (quei deficienti lì). Nell'estate del 1996 ha prestato la voce al brano Domani del duo rap Articolo 31. Nel 1997 ha partecipato a Sanremo giovani proponendo Dimmi chi sei. Nello stesso anno duetta con Francesco Baccini nell'album Baccini and "Best" Friends nel rifacimento della canzone Mamma dammi i soldi con cui l'artista genovese ha esordito nel 1988 sotto lo pseudonimo di Espressione musica.
Come conseguenza della partecipazione a Sanremo giovani, ha presentato al Festival di Sanremo del 1998 il brano Ascoltami, piazzandosi al 7º posto nella categoria Nuove Proposte. La canzone ha dato anche il titolo al suo primo album da solista. Nell'estate di quell'anno ha aperto tutti i concerti dei Pooh nel loro tour The best of Pooh Tour 1998, cantando sia brani inediti dall'album Ascoltami che cover di altri artisti. Ha partecipato anche alla trasmissione Viva Napoli nel 1998, duettando con Gigi Finizio in due classici della cultura partenopea. A questa manifestazione sarà nuovamente invitata sia nel 1999 che nel 2002.
Nell'autunno 2000 ha realizzato una versione della famosa Ave Maria di Charles Gounod, inserita nell'album The Most Relaxing Feel 2. Dall'11 febbraio 2002 al 13 gennaio 2013, sempre come corista (con Emanuela Cortesi), è stato possibile sentirla cantare nel sottofondo del meteo di Studio Aperto su Italia 1.
Nel 2004 ha partecipato alla cover della canzone Perdono di Caterina Caselli eseguita dai Succo Marcio, per il loro album Anche lei sarà come tutte le altre? ed ha realizzato la cover in Italiano del brano Holding Out for a Hero, intitolata "Cerco un eroe" ed inclusa nella colonna sonora del film d'animazione Shrek 2.
Nel dicembre 2006 ha collaborato con Elio e le Storie Tese per la canzone Presepio imminente. Il sodalizio con il gruppo era già in atto da alcuni anni, quando la Folli aveva preso parte come corista all'album Cicciput.
Nel 2007 ha partecipato all'MpZero Tour di Renato Zero.
Fra aprile e novembre 2008 ha affiancato di nuovo di Elio e le Storie Tese nei concerti del Supermassiccio Tour (tour promozionale per l'album Studentessi, in cui la cantante figurava ancora), coprendo anche importanti ruoli da solista. La collaborazione dal vivo si è quindi ripetuta nell'estate 2010, in occasione del Bellimbusti in tour, e la sua presenza viene mantenuta per tutti i successivi eventi dal vivo del gruppo, negli album L'album biango e Figgatta de Blanc. Ha saltuariamente affiancato il gruppo anche all'interno dei programmi televisivi The Show Must Go Off ed Il Musichione e partecipa al film documentario del 2016 Ritmo sbilenco.
Inoltre ha cantato nelle colonne sonore dei film d'animazione Hercules della Walt Disney Pictures e Johan Padan a la descoverta de le Americhe, quest'ultimo presentato anche alla 59ª edizione del Festival del Cinema di Venezia.
Nel 2012 ed ha partecipato all'EP Distratto di Francesca Michielin facendo i cori nella cover di Higher Ground di Stevie Wonder. Inoltre ha continuato a collaborare dal vivo con gli "Elii".
Nel 2014 fa parte della giuria italiana dell'Eurovision Song Contest. Nello stesso anno ha pubblicato il singolo Woodstock, cover del pezzo di Joni Mitchell.

### La carriera da vocal coach
Fra il 2003 e il 2006 ha collaborato con Zelig Circus, in qualità di vocal coach.
Dal 2011 è vocal coach di X-Factor ed affianca Simona Ventura nelle squadre Donne 16-24 (2011),  Uomini 16-24 (2012) e Gruppi vocali (2013).
Nel 2012 è tornata a X-Factor come vocal coach.

## Filmografia
- Ritmo sbilenco - un filmino su Elio e Le Storie Tese, documentario, regia di Mattia Colombo (2016)

### Doppiaggio
- Clio in Hercules (1997)
- Fata Madrina (canto) in Shrek 2 (2004)
- Donna sigla in Le follie di Kronk (2005)
- Dixie (canto) in Red e Toby nemiciamici 2 (2006)
- Audra McDonald (canto) in Annie - Cercasi genitori (1999)